# Tiago Botelho
Tiago Botelho (Lisboa, 1979) es un científico portugués.

## Biografía
Tiago Oliveira Botelho es doctor en Biotecnología por la Universidad de Barcelona, y cursa el programa de doctorado en Biomedicina del Instituto Gulbenkian de Ciencia. Desde 2013 trabaja en transferencia de tecnología e innovación, siendo responsable por gestionar las interacciones con empresas en el Instituto de Investigación Biomédica (IRB Barcelona).
Presidente de PRISMA (Asociación para la Diversidad afectivo-sexual y de género en Ciencia, Tecnología e Innovación) desde septiembre de 2019, colabora con los programas de apoyo a refugiados por identidad afectivosexual y de género así como en el desarme de argumentos pseudocientíficos utilizados en contra de la diversidad genérico-sexual.